# غشائيات الأجنحة
غشائيات الأجنحة أو غشائية الأجنحة (الاسم العلمي: Hymenoptera) وهي من أكبر رتب الحشرات، تنقسم بين ذوات الخصر وعديمة الخصر، تضم عدة فصائل منها النحليات والنمليات والزنبوريات والآبرات.
تضم هذه الرتبة أكثر من 130.000 نوع في العالم وهي واسعة الانتشار توجد في بيئات كثيرة ومختلفة، أكثرها يوجد على النباتات والأزهار، ولها بعض الأهمية كأفات زراعية. ويعيش بعضها الآخر تحت الأجزاء النباتية الميتة، ومنها ما يسكن ضمن أعشاش في التربة، ومنها ما يقوم بدور الملقح للأزهار.
الكثير من الأنواع التابعة حشرات طفيلية بحيث يعيش الطور اليرقي داخلياً أو خارجياً على حشرات أخرى، ويدخل الكثير من الأنواع المتطفلة ضمن برنامج المكافحة المتكاملة للآفات الزراعية. تتنوع طباع أفراد هذه الرتبة تنوع كبير، فقد وصل بعضها إلى درجة عالية من السلوك الجماعي الذي بلغ ذروته في التنظيم كالنمل والنحل.

## التصنيف
- غشائيات الأجنحة الجديدة
  - غشائيات الأجنحة الحقيقية
    - زنبوريات وأشباهها
      - النمليات
        - النملاوات الأحادية الخصر
          - نملاوية أحادية الخصر
            - نملة الحقل

        - النملاوات الثنائية الخصر
          - النملاوية الثنائية الخصر
            - النملة الشائعة

          - النملاوية النارية
            - النمل الناري
            - النملة الأحادية الأجزاء

        - البونيراوات
          - البونيراوية
            - البونيرة

ّّ